# Сельское поселение «Уртуйское»
Се́льское поселе́ние «Уртуйское» — муниципальное образование в Оловяннинском районе Забайкальского края Российской Федерации.
Административный центр — посёлок Уртуйский.

## История
Статус и границы сельского поселения установлены Законом Читинской области от 19 мая 2004 года «Об установлении границ, наименований вновь образованных муниципальных образований и наделении их статусом сельского, городского поселения в Читинской области»

## Население
| 2010 | 2011 | 2012 | 2013 | 2014 | 2015 | 2016 |
| ---- | ---- | ---- | ---- | ---- | ---- | ---- |
| 1000 | ↘979 | ↘947 | ↘906 | ↘875 | ↘846 | ↘818 |
| 2017 | 2018 | 2019 | 2020 | 2021 |      |      |
| ↘782 | ↘766 | ↘740 | ↘705 | ↘531 |      |      |

## Состав сельского поселения
| № | Населённый пункт | Тип населённого пункта          | Население |
| - | ---------------- | ------------------------------- | --------- |
| 1 | Бырка            | железнодорожная станция         | ↘336      |
| 2 | Уртуйский        | посёлок, административный центр | ↘369      |